# Iwan Błagowieszczenski
Iwan Aleksiejewicz Błagowieszczenski, ros. Иван Алексеевич Благовещенский (ur. 2 sierpnia?/14 sierpnia 1893 w Jurjewcu, zm. 1 sierpnia 1946 w Moskwie) – generał major Armii Czerwonej, komendant kursów propagandowych w szkole propagandystów ROA w Dabendorfie, szef oddziału propagandy Komitetu Wyzwolenia Narodów Rosji pod koniec II wojny światowej.

## Życiorys
W 1914 r. ukończył szkołę piechoty w Wilnie. Brał udział w I wojnie światowej w stopniu sztabskapitana. W 1918 r. wstąpił do armii bolszewickiej. Uczestniczył w wojnie domowej z białymi. Od 1924 r. był zastępcą kierownika kursu w Akademii Wojskowej im. Frunzego, a od 1926 – kierownikiem kursu. W 1929 r. przeszedł do Akademii Wojskowej im. Dzierżyńskiego. W maju 1934 r. ukończył oficerskie kursy w Akademii Wojskowej im. Frunzego. 2 grudnia 1935 r. awansował do stopnia majora. Od 1936 r. był szefem sztabu południowo-kaukaskiego odcinka Floty Czarnomorskiej.
W 1937 r. ukończył Akademię Sztabu Generalnego w Moskwie. W 1938 r. został kierownikiem kursów oficerskich Floty Czarnomorskiej. 4 marca tego roku awansował na pułkownika. W latach 1939–1940 sprawował funkcję szefa oddziału szkolno-wojskowego sztabu Akademii Wojskowej im. Kirowa. W listopadzie 1939 r. awansował do stopnia kombriga. W kwietniu 1941 r. został komendantem morskiej szkoły wojskowej w Lipawie, od 21 maja w stopniu generała majora. Po najeździe Niemiec na ZSRR 22 czerwca, uczestniczył w obronie miasta, dowodząc jednym z odcinków. 7 lipca został schwytany przez b. członków łotewskiej organizacji paramilitarnej Aizsargi i przekazany Niemcom. Osadzono go w oflagu w Hammelburgu. Wkrótce podjął kolaborację z Niemcami. Został członkiem prezydium Komitetu Walki z Bolszewizmem, utworzonego pod patronatem VI Oddziału RSHA. Napisał pismo do dowództwa niemieckiego, w którym zaproponował sformować oddziały wojskowe z jeńców wojennych z Armii Czerwonej. W listopadzie wstąpił do Rosyjskiej Narodowej Partii Robotniczej, zostając później członkiem jej komitetu i partyjnego sądu. W kwietniu 1942 r., po likwidacji przez Niemców Komitetu Walki z Bolszewizmem, został przeniesiony do innego oflagu, gdzie stanął na czele młodzieżowej szkoły kursów propagandowych. W grudniu tego roku przewieziono go do Berlina, gdzie został redaktorem propagandowego pisma „Klicz”. Na pocz. 1943 r. nawiązał kontakt z gen. Andriejem Własowem. Od marca tego roku był komendantem kursów propagandowych w szkole ROA w Dabendorfie. W grudniu został mianowany przez Niemców generałem majorem, obejmując funkcję głównego inspektora propagandystów ROA. Po utworzeniu na jesieni 1944 r. Komitetu Wyzwolenia Narodów Rosji (KONR), stanął na czele jego oddziału propagandy. W styczniu 1945 r. został szefem ideologicznej grupy głównego zarządu propagandy KONR. 6 maja tego roku dostał się do niewoli amerykańskiej, a 3 czerwca został przekazany grupie kontrwywiadowczej SMIERSZ-a i przewieziony do Moskwy. Po procesie dowódców ROA skazano go na karę śmierci, wykonaną przez powieszenie 1 sierpnia 1946 r.